# Clearmont (Missouri)
Clearmont és una població dels Estats Units a l'estat de Missouri. Segons el cens del 2000 tenia 191 habitants.

## Demografia
Segons el cens del 2000, Clearmont tenia 191 habitants, 98 habitatges, i 53 famílies. La densitat de població era de 433,8 habitants per km².
Dels 98 habitatges en un 20,4% hi vivien nens de menys de 18 anys, en un 45,9% hi vivien parelles casades, en un 7,1% dones solteres, i en un 44,9% no eren unitats familiars. En el 41,8% dels habitatges hi vivien persones soles el 20,4% de les quals corresponia a persones de 65 anys o més que vivien soles. El nombre mitjà de persones vivint en cada habitatge era d'1,95 i el nombre mitjà de persones que vivien en cada família era de 2,67.
Per edats la població es repartia de la següent manera: un 18,8% tenia menys de 18 anys, un 10,5% entre 18 i 24, un 19,4% entre 25 i 44, un 24,6% de 45 a 60 i un 26,7% 65 anys o més.
L'edat mediana era de 46 anys. Per cada 100 dones de 18 o més anys hi havia 74,2 homes.
La renda mediana per habitatge era de 17.361 $ i la renda mediana per família de 36.250 $. Els homes tenien una renda mediana de 26.500 $ mentre que les dones 17.083 $. La renda per capita de la població era de 14.642 $. Entorn del 16,3% de les famílies i el 19,9% de la població estaven per davall del llindar de pobresa.

## Poblacions més properes
El següent diagrama mostra les poblacions més properes.